# Mate Pavić
Mate Pavić (Split, 4 de julho de 1993) é um tenista croata. Atingiu o posto de n.1 do mundo em duplas em 2018.
Ganhou o US Open 2020 junto com o brasileiro Bruno Soares.
Ao lado de Nikola Mektić, conquistou o ouro nas duplas masculinas nos Jogos Olímpicos de 2020 a derrotar os compatriotas Marin Čilić e Ivan Dodig na final por 2–1 em sets.

## Junior
Como junior, Pavić teve como recorde de vitórias/derrotas em simples de 95-51 (90-39 em duplas) e atingiu o ranking combinado de No. 5, em janeiro de 2011.
Resultados de Grand Slam Junior – Simples:
- Australian Open: 1R (2010, 2011)
- French Open: QF (2010)
- Wimbledon: QF (2011)
- US Open: 2R (2010)

Resultados de Grand Slam Junior – Duplas:
- Australian Open: QF (2011)
- French Open: 2R (2011)
- Wimbledon: V (2011)
- US Open: QF (2010, 2011)

## Finais da ATP

### Duplas: 4 (1–3)
| Legenda                           |
| --------------------------------- |
| Grand Slam tournaments (0–0)      |
| ATP World Tour Finals (0–0)       |
| ATP World Tour Masters 1000 (0–0) |
| ATP World Tour 500 Series (0–0)   |
| ATP World Tour 250 Series (1–3)   |

| Títulos por Piso |
| ---------------- |
| Duro (0–3)       |
| Grama (0–0)      |
| Saibro (1–0)     |
| Carpete (0–0)    |

| Resultado | No. | Data                    | Torneio             | Piso   | Parceiro       | Oponente                         | Placar                |
| --------- | --- | ----------------------- | ------------------- | ------ | -------------- | -------------------------------- | --------------------- |
| Finalista | 1.  | 5 de Fevereiro de 2012  | Zagreb, Croácia     | Duro   | Ivan Dodig     | Marcos Baghdatis Mikhail Youzhny | 2–6, 2–6              |
| Finalista | 2.  | 10 de Fevereiro de 2013 | Zagreb, Croácia     | Duro   | Ivan Dodig     | Julian Knowle Filip Polášek      | 3-6, 3-6              |
| Finalista | 3.  | 5 de Janeiro de 2014    | Chennai, Índia      | Duro   | Marin Draganja | Johan Brunström Frederik Nielsen | 2–6, 6–4, [7–10]      |
| Campeão   | 1.  | 23 de Maio de 2015      | ATP de Nice, França | Saibro | Michael Venus  | Jean-Julien Rojer Horia Tecau    | 7–6(7–4), 2–6, [10–7] |

## Challengers

### Duplas 11 (7-4)
| Legenda                   |
| ATP Challenger Tour (7–4) |

| Títulos por Piso |
| ---------------- |
| Duro (5–0)       |
| Grama (0–0)      |
| Saibro (1–4)     |
| Carpete (1–0)    |

| Resultado | No. | Data                   | Torneio                 | Piso    | Parceiro             | Oponente                                      | Placar                |
| --------- | --- | ---------------------- | ----------------------- | ------- | -------------------- | --------------------------------------------- | --------------------- |
| Finalista | 1.  | 9 de Maio de 2011      | Zagreb, Croácia         | Saibro  | Franko Škugor        | Daniel Muñoz-de la Nava Rubén Ramírez Hidalgo | 2-6, 6-7(10-12)       |
| Finalista | 2.  | 17 de Setembro de 2012 | Trnava, Eslováquiia     | Saibro  | Franko Škugor        | Nikola Ćirić Goran Tošić                      | 6-7(0-7), 5-7         |
| Campeão   | 1.  | 19 de Novembro de 2012 | Toyota, Japão           | Carpete | Philipp Oswald       | Andrea Arnaboldi Matteo Viola                 | 6–3, 3–6, [10–2]      |
| Campeão   | 2.  | 14 de Abril de 2013    | Guadalajara, México     | Duro    | Marin Draganja       | Samuel Groth John-Patrick Smith               | 5–7, 6–2, [13–11]     |
| Finalista | 3.  | 17 de Junho de 2013    | Tanger, Marrocos        | Saibro  | Maximilian Neuchrist | Nikola Ćirić Goran Tosić                      | 3-6, 7-6(7-5), [8-10] |
| Campeão   | 3.  | 6 de Julho de 2013     | Portorož, Eslovênia     | Duro    | Marin Draganja       | Aljaž Bedene Blaž Rola                        | 6–3, 1–6, [10–5]      |
| Campeão   | 4.  | 20 de Julho de 2013    | Eskişehir, Turquia      | Duro    | Marin Draganja       | Sanchai Ratiwatana Sonchat Ratiwatana         | 6–3, 3–6, [10–7]      |
| Finalista | 4.  | 7 de Setembro de 2013  | Genoa, Itália           | Saibro  | Marin Draganja       | Daniele Bracciali Oliver Marach               | 3–6, 6–2, [9–11]      |
| Campeão   | 5.  | 21 de Setembro de 2013 | Trnava, Eslováquiia     | Saibro  | Marin Draganja       | Aljaž Bedene Jaroslav Pospíšil                | 7–5, 4–6, [10–6]      |
| Campeão   | 6.  | 3 de Novembro de 2013  | Seoul, Coréia do Sul    | Duro    | Marin Draganja       | Lee Hsin-han Peng Hsien-yin                   | 7–5, 6–2              |
| Campeão   | 7.  | 10 de Novembro de 2013 | Yeongwol, Coréia do Sul | Duro    | Marin Draganja       | Lee Hsin-han Peng Hsien-yin                   | 6–4, 4–6, [10–7]      |